# Cirene

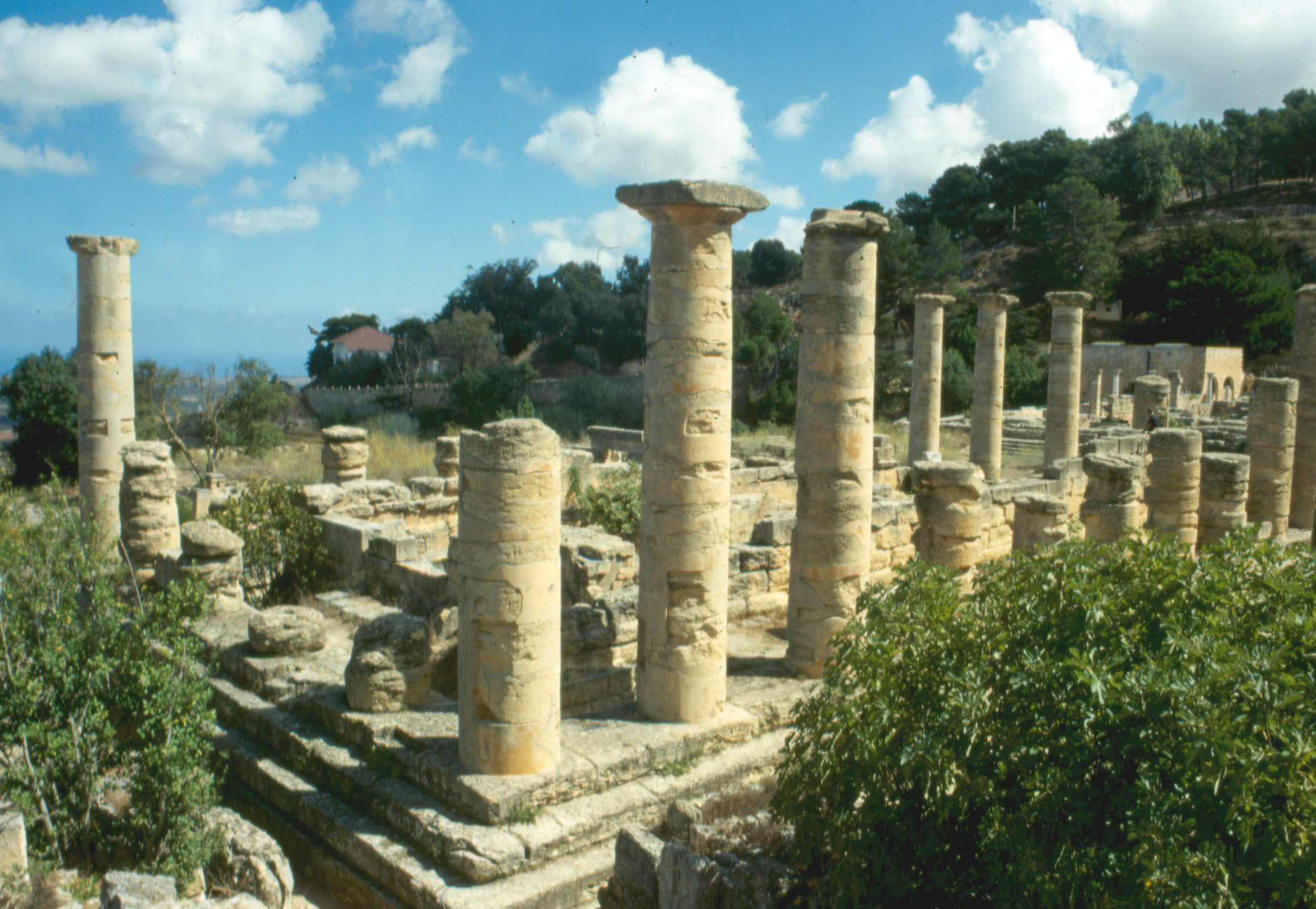
Templul lui Apollo din Cyrene

Cirene, cunoscută de asemenea și ca Cyrene (grecă: Κυρήνη, Kyrēnē; în prezent Shahhat, Libia), a fost o colonie grecească din nordul Africii și un important centru cultural al regiunii, deoarece aici se afla o școală de filozofie întemeiată în secolul al III-lea î.Hr. de Aristippus, un discipol al lui Socrate.
Numele regiunii istorico-geografice libiene Cirenaica provine de la orașul Cirene.

## Istoric

### Perioada greacă
Cirene a fost fondată în 630 î.Hr., după spusele lui Herodot, de grecii din insula Thera (Santorini) de Battus. Oracolul din Delphi hotărăște ca Apollo să fie zeul patron al orașului. Din secolul al V-lea î.Hr. începe să-și aleagă proprii regii, ca în anul 460 î.Hr. să devină republică. 
În timpul războiului peloponesiac, Cirene sprijină Liga peloponesiacă condusă de Sparta. Orașul este inclus mai târziu în satrapia ahemenidă Libia. În 331 î.Hr. Alexandru cel Mare a ocupat orașul iar la moartea sa,  survenită în 323 î.Hr., Cyrene devine o parte a Egiptului Ptolemeic. Ofelas este generalul ce a preluat conducerea în polis în numele dinastiei ptolemeice și va stăpâni până la moartea sa. Succesorul său, Magas, (nobil macedonean), devine guvernator dar a fost învins în campania de cucerire a Egiptului. Cirenaica a rămas în componența lumii elene până în 96 î.Hr., când  a fost cedată Romei.

### Perioada romană
În 74 î.Hr., Cirenaica devine provincie romană, populația fiind alcătuită din cetățeni, fermieri, străini și evrei. Tensiunile dintre evrei și romani cresc soldându-se cu două revolte înăbușite într-un final, una sub împăratul Vespasian, iar cealaltă sub Traian. Cauze a depopulării masive a Libiei, ceea ce va duce la stabilire de noi colonii în timpul lui Hadrian.

### Declinul

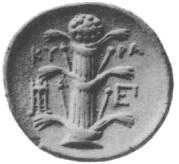
Monedă antică din Cirene ştampilată cu o imaginea unui silfium

Producția era concentrată pe creșterea de silfium (plantă medicinală). Competiția cu Alexandria și Cartagina pentru monopolul asupra silfiumului a afectat economia și populația orașului. În 262 d.Hr., Cirene este afectat de un cutremur, când Sanctuarul Demetrei și Persefonei a fost distrus. Împăratul Claudius al II-lea Gothicus a reconstruit orașul și l-a redenumit Claudiopolis, dar cutremurul din 365 și cucerirea arabă au transformat Cirene într-o ruină.

## Cultură
Cirene este locul nașterii lui Eratostene și locul unei celebre școli fondată de Aristippus, unde a studiat Callimah și Ptolemais din Cyrene.